# أميدي إي. فورغت
أميدي إي. فورغت هو محامي وسياسي كندي، ولد في 12 نوفمبر 1847 في كندا السفلى، وتوفي في 8 يونيو 1923 في أوتاوا في كندا. نشط حزبياً في الحزب الليبرالي الكندي. وقد انتخب عضو مجلس الشيوخ الكندي ‏ وانتخب الحاكم العام لمقاطعة ساسكاتشوان ‏ (1905 – 1910).